# Viktor Kuprejčik
Viktor Davidovič Kuprejčik (rusky Ви́ктор Давыдо́вич Купре́йчик, bělorusky Віктар Давыдавіч Купрэйчык; 3. července 1949 – 22. května 2017) byl běloruský šachový velmistr. V letech 1973 a 2003 vyhrál běloruský šachový šampionát.

## Život
Svou mezinárodní šachovou kariéru započal na třineckém turnaji, kde skončil za Anatolijem Karpovem, pro něhož to byl také první mezinárodní turnaj, na třetím místě. Tehdy dosáhl na 9,5 bodu ze 13 možných. V roce 1968 se ve městě Ybbs zúčastnil 15. studentské šachové olympiády. V roce 1973 poprvé vyhrál Běloruský šachový šampionát. V roce 1980 obdržel titul šachového velmistra. Vyhrál turnaje v Reykjavíku, Plovdivu a ve městě Medina del Campo (všechny 1980) a první skončil i na turnaji v Hastingsu na přelomu let 1981/1982.
V dubnu roku 2002 vyhrál B-třídu turnaje Aeroflot Open. O rok později pak podruhé vyhrál běloruský šampionát. V dubnu 2010 vyhrál evropský rapid šampionát seniorů.
Byl znám jako nekompromisní útočník.